# Franck Bonnamour
Franck Bonnamour (ur. 20 czerwca 1995 w Lannion) – francuski kolarz szosowy.

## Osiągnięcia
Opracowano na podstawie:

2012
- 2. miejsce w Liège-La Gleize
  - 1. miejsce w klasyfikacji młodzieżowej
  - 1. miejsce na 1. etapie

2013
- 1. miejsce w mistrzostwach Europy juniorów (start wspólny)

2015
- 2. miejsce w mistrzostwach Francji U23 (start wspólny)

2017
- 1. miejsce w klasyfikacji górskiej Tour du Haut-Var

2019
- 2. miejsce w Tour du Doubs

2021
- 1. miejsce w klasyfikacji najaktywniejszych Tour de France
- 2. miejsce w Tour du Limousin
- 2. miejsce w Paryż-Tours

2022
- 1. miejsce w La Polynormande

## Rankingi
| Rok             | 2014  | 2015 | 2016  | 2017 | 2018 | 2019 | 2020 | 2021 | 2022 | 2023 | 2024  |
| --------------- | ----- | ---- | ----- | ---- | ---- | ---- | ---- | ---- | ---- | ---- | ----- |
| World Ranking   |       |      | 2093. | 704. | 935. | 607. | 790. | 109. | 296. | 635. | 2493. |
| UCI Europe Tour | 1014. | 534. | 1395. | 425. | 602. | 458. | 631. | 93.  | 237. | -    | -     |
|                 |       |      |       |      |      |      |      |      |      |      |       |
| Źródło: UCI     |       |      |       |      |      |      |      |      |      |      |       |